# 姚况
姚况（?—?），唐朝官员。
姚况在泾原节度使幕府，官居判官、殿中侍御史。建中四年（783年），节度使姚令言奉诏率兵赴关东平定李希烈，以冯河清知兵马留后，姚况知泾州事。泾原兵在临近长安之处发动兵变，唐德宗逃出长安。冯河清、姚况得知后，集三军大哭，表示忠于朝廷，援助逃往奉天县的德宗。德宗拜冯河清为四镇北庭行军泾原节度使、兼御史大夫；姚况兼御史中丞、行军司马。兴元元年（784年），田希鉴勾结朱泚、姚令言杀害冯河清，姚况脱身回到乡里。李晟平京师，德宗拜姚况为太子中舍人。姚况性情谦让，不曾言功，正值荒年，俸禄不自给，因饥饿而死。